# Josefina Napravilová
Josefina Napravilová (Plzeň, 21 de janeiro de 1914 – 19 de fevereiro de 2014) foi uma humanitária tcheca notável por seu trabalho com crianças refugiadas após a Segunda Guerra Mundial. Ela se dedicou a reunir crianças tchecas separadas de suas famílias durante a guerra, ajudando-as a encontrar o caminho de volta para casa.

## Biografia
Napravilová nasceu em Plzeň e começou seu trabalho mais notável após a Segunda Guerra Mundial. Ela viajou pela Europa devastada pela guerra, muitas vezes em condições perigosas, para localizar e reunir crianças a suas famílias.
Ela chamava em tcheco as palavras “mãe” e “pai” e, assim, descobrir quem respondia. Ela conseguiu reunir entre trinta e quarenta crianças, incluindo Vaclav Hanf, que sobreviveu ao extermínio da vila de Lidice em junho de 1942. Hanf, aos onze anos de idade, havia sido levado para a Alemanha para ser adotado por uma família alemã. Ao retornar, encontrou sua vila destruída, seus pais assassinados, mas suas irmãs milagrosamente vivas. Outras crianças também haviam sido transferidas para a Alemanha após seus pais terem sido executados por envolvimento com a resistência ou enviados para campos de concentração.
Em 1947, Josefina mudou-se para Viena, onde seu marido havia recebido propriedade roubada. Ele viveu pouco tempo, e ela trabalhou para a Organização Internacional de Refugiados, ajudando novamente refugiados, desta vez do comunismo. Em 1947, ela se mudou para o Canadá e, após uma carreira no setor bancário, retornou ao seu país natal após a queda do império soviético, indo viver em Bechyně. Suas ações durante a guerra só foram reconhecidas porque Vaclav Hanf lembrou de seu papel fundamental em sua vida. E, em reconhecimento por seus esforços humanitários, Napravilová foi condecorada com a Ordem de Tomáš Garrigue Masaryk em 2009, uma das mais altas honrarias da República Tcheca. 
Algumas semanas após o centésimo aniversário, Napravilová faleceu em Tábor, em 2014.